# Achaeïsche Oorlog
De Achaeïsche Oorlog was een opstand van de Griekse Achaeïsche Bond, een alliantie van Achaeïsche en andere Peloponnesische stadstaten in het oude Griekenland, tegen de Romeinse Republiek in 146 voor Christus, net na de Vierde Macedonische Oorlog. Rome versloeg de Bond snel, en vernietigde de stad Korinthe om hen een lesje te leren. De oorlog beëindigde de Griekse onafhankelijkheid, en Griekenland werd verdeeld in de Romeinse provincies Achaea en Macedonia.

## Achtergrond
De Romeinse Republiek had nauwe banden gesmeed met de Achaeïsche Bond dankzij dezelfde religieuze en militaire overtuigingen en dankzij hun samenwerking in de vorige Macedonische Oorlogen. Maar ondanks de samenwerking in het laatste deel van de derde en vroege tweede eeuw voor Christus, kwamen politieke problemen in Achaea al snel tot een hoogtepunt. Er begonnen twee facties op te komen: de ene, geleid door de Achaeïsche staatsmannen Philopoemen en Lycortas, wilde dat Achaea haar eigen buitenlands beleid kon kiezen volgens haar eigen wetten, en de andere factie, onder Aristaenus en Diophanes, dat Achaea zich onderwierp aan Rome over alle zaken van buitenlands beleid.
Achaea ondervond andere interne druk. Het terugtrekken van de Bond uit Messene en verdere discussies met Sparta over de aard van haar positie in de Bond zorgden ervoor dat de Romeinen de Bond steeds meer begonnen te sturen zoals zij het wilden, daarbovenop stuurden ze ook een Romein, Appius Claudius, om de zaak tussen Sparta en Achaea te regelen in 184 voor Christus.
Het nemen van duizenden gijzelaars door Rome om de medewerking van de Achaeïsche Bond te verzekeren tijdens de Derde Macedonische Oorlog, dat voor de deportatie van de historicus Polybios naar Rome zorgde, was de bron van veel diplomatisch gekibbel tussen Achaea en Rome, en het is mogelijk dat dit voor een groot deel bijdroeg aan de verzurende relatie tussen de twee machten. Er werden niet minder dan vijf ambassades gestuurd naar Rome door Achaea die de teruggave van de gijzelaars wilden, maar de Romeinse onverzettelijkheid demonstreert het verschil in macht tussen de twee. Deze politieke afstandelijkheid was het begin van de gebeurtenissen die leidden naar de Achaeïsche Oorlog.
Achaeïsch inlands beleid op dit moment veroorzaakte grotendeels het uitbreken van de oorlog. Bij de verkiezing van de populistische generaals Critolaus en Diaeus werden er economische voorstellen gedaan die de schulden van de armen en vrijgeborenen zouden kwijtschelden, en de belastingen van de rijken zouden verhogen, wat volgens Polybios zou zorgen voor meer steun van de lagere klassen in Achaea in het nationale geschil met Rome. De pretendent Andriscus zou in de Vierde Macedonische Oorlog misschien in opstand gekomen zijn, omdat de Achaeërs hoopten dat Rome te druk zou zijn met de Derde Punische Oorlog om de Griekse opstanden tegen Romeinse heerschappij te bestrijden.
Het Romeinse buitenlandse beleid in het Griekenland in de periode na de Derde Macedonische Oorlog zorgde ook steeds meer voor het verbreken van grote volksgroepen, na de regionalisering van Macedonië door Lucius Mummius Achaicus. De senaat stuurde de magistraat Gallus naar Achaea om de zaak rond het verlaten van Pleuron van de Achaeïsche bond te beslechten, om de Bond zwakker te maken. In 146 v.Chr. stapelde alles zich op toen de vroegere consul Lucius Aurelius Orestes gezonden werd naar Korinthe om de gedwongen verkleining van de Achaeïsche Bond naar haar originele grootte mede te delen, waardoor de territoriale ambities van de Bond eens en voor altijd verdwenen waren. Een mislukte poging om de vrede te bewaren, geleid door Orestes' vroegere medeconsul Sextus Julius Caesar, maakte de Achaeërs woest op Rome, waardoor ze Rome de oorlog verklaarden.

## Verloop
De Achaeërs wisten dat deze oorlog een zelfmoordactie was van verzet, omdat Rome juist met klinkend succes Macedonië had veroverd, een veel machtiger koninkrijk. De Romeinen versloegen de Achaeërs eerst bij Scarpheia, en daarna beslissend bij Korinthe. De Achaeïsche Bond werd ontbonden, en Korinthe en Patras werden vernietigd als straf, waardoor praktisch geheel Griekenland geannexeerd was door Rome.